# 1737
1737 (MDCCXXXVII) byl rok, který dle gregoriánského kalendáře započal úterým.

## Události
- 6. srpna – V Banské Štiavnici byla založena báňská škola.
- začala rakousko-turecká válka
- vyhořel žďárský klášter
- na Ještědu byl vztyčen první kříž

### Svět
- Zemětřesení v Kalkatě v Indii si vyžádalo 300 000 obětí.
- 13. dubna – Zhroucení G.F. Händela, prodělání mrtvice.[1]

### Probíhající události
- 1735–1739 – Rusko-turecká válka

## Vědy a umění
- 4. listopad – Teatro di San Carlo, nejstarší stále existující operní scéna v Evropě, je otevřeno v Neapoli
- v Praze (přesněji v Kotcích na Starém Městě) byla otevřena první stálá scéna, tzv. Operní dům; česky se zde hraje až od roku 1771

## Narození
Česko

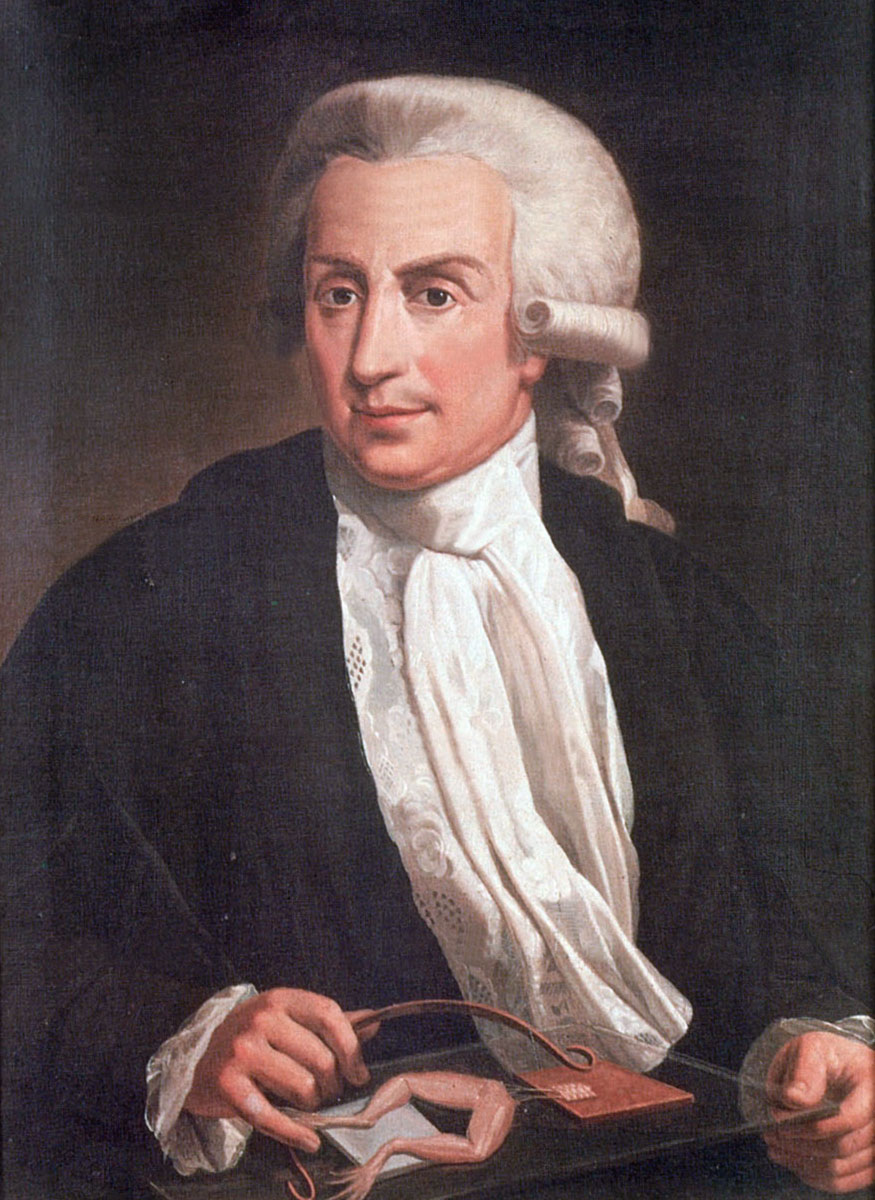
Luigi Galvani (1737–1798)

- 9. března – Josef Mysliveček, skladatel († 4. února 1781)
- 15. května – Ignác Jan Nepomuk Palliardi, architekt italského původu († 18. března 1824)
- 6. června – Arnošt Kryštof z Kounic, moravský zemský hejtman († 19. května 1797)

Svět
- 3. ledna – Heinrich Wilhelm von Gerstenberg, německý spisovatel, básník a kritik († 1. listopadu 1823)
- 12. ledna – John Hancock, americký obchodník a politik († 8. října 1793)
- 9. února – Thomas Paine, anglický revolucionář a filosof († 8. června 1809)

- 2. května – William Petty, britský státník († 7. května 1805)
- 8. května – Edward Gibbon, britský historik († 16. ledna 1794)
- 20. července – Nicolás Fernández de Moratín, španělský básník a dramatik († 11. května 1780)
- 24. července – Alexander Dalrymple, skotský geograf a hydrograf († 19. června 1808)
- 31. července – Augusta Frederika Hannoverská, vnučka britského krále Jiřího II. († 23. března 1813)
- 5. srpna – Johann Friedrich Struensee, německý lékař a dánský ministr († 28. dubna 1772)
- 12. srpna – Antoine-Augustin Parmentier, francouzský lékař a dietolog († 13. prosince 1813)
- 9. září – Luigi Galvani, italský lékař a fyzik († 4. prosince 1798)
- 14. září – Michael Haydn, rakouský skladatel († 10. srpna 1806)
- 21. září – Francis Hopkinson, americký politik († 9. května 1791)
- 16. listopadu – Jan Antonín Harbuval Chamaré, francouzský šlechtic, který se zakoupil v Čechách († 17. února 1808)
- 26. prosince – Fridrich Josias Sasko-Kobursko-Saalfeldský, rakouský polní maršál († 26. února 1815)
- neznámé datum
  - William Bayly, britský astronom († 1810)
  - Anne Couppier de Romans, milenka francouzského krále Ludvíka XV. († 27. prosince 1808)

## Úmrtí
Česko
- 1. srpna – Václav Kleych, český exulant, písmák a nakladatel (* 1678)
- 5. září – Václav z Morzinu, milovník a znalec umění, mecenáš (* 4. března 1676)

Svět
- 17. ledna – Matthäus Daniel Pöppelmann, německý architekt období baroka (* 3. května 1662)
- 1. února – Bartolomeo Scotti, italský stavitel (* 1685)
- 7. března – Guido Starhemberg, rakouský císařský vojevůdce (* 11. listopadu 1657)
- 12. března – Karel Alexandr Württemberský, německý vojevůdce a württemberský vévoda (* 24. ledna 1684)
- 15. března – Erdmunda Tereza z Ditrichštejna, moravsko-rakouská šlechtična a kněžna z Lichtenštejna (* 17. dubna 1662)
- 10. května – Nakamikado, japonský císař (* 14. ledna 1702)
- 6. června – Pierre-Joseph Garidel, francouzský lékař a botanik (* 1. srpna 1658)
- 7. června – Rinaldo Ranzoni, italský zlatník vrcholného baroka v Praze (* 21. srpna 1671)
- 9. července – Gian Gastone Medici, poslední toskánský velkovévoda rodu (* 24. května 1671)
- 22. září – Francesco Mancini, italský hudební skladatel (* 16. ledna 1672)
- 18. října – Antonio Stradivari, italský houslař
- 20. listopadu – Karolina z Ansbachu, manželka britského krále Jiřího II. (* 1. března 1683)
- 19. prosince – Jakub Ludvík Sobieski, syn polského krále Jana III. (* 2. listopadu 1667)
- ? – Alexander Cunningham, skotský politik, historik a šachista (* 1654)

## Hlavy států
- Francie – Ludvík XV. (1715–1774)
- Habsburská monarchie – Karel VI. (1711–1740)
- Osmanská říše – Mahmud I. (1730–1754)
- Polsko – August III. (1734–1763)
- Portugalsko – Jan V. (1706–1750)
- Prusko – Fridrich Vilém I. (1713–1740)
- Rusko – Anna Ivanovna (1730–1740)
- Španělsko – Filip V. (1724–1746)
- Švédsko – Frederik I. (1720–1751)
- Velká Británie – Jiří II. (1727–1760)
- Papež – Klement XII. (1730–1740)
- Japonsko – Sakuramači (1735–1747)
- Perská říše – Nádir Šáh